# Лепеха Андрій Анатолійович
Андрі́й Анато́лійович Лепе́ха (21 жовтня 1976, с. Мар'янське, Апостолівський район, Дніпропетровська область — 27 січня 2015, с. Невельське, Ясинуватський район, Донецька область) — солдат Збройних сил України, учасник російсько-української війни.

## Короткий життєпис
Народився 21 жовтня 1976 року в с. Мар'янське Дніпропетровської області.
Проживав у селищі Нововоронцовка. 
Мобілізований в зону АТО 28 серпня 2014 року на посаду стрільця 28-ї окремої механізованої бригади.
В ніч на 27 січня 2015-го у бою в районі Маріуполя зазнав важкого осколкового поранення. Помер від великої втрати крові.
Похований в селі Мар'янське. Без Андрія лишилися дружина, діти, батьки, родина загиблого.

## Нагороди та вшанування
- Указом Президента України № 473/2015 від 13 серпня 2015 року, «за особисту мужність і високий професіоналізм, виявлені у захисті державного суверенітету та територіальної цілісності України, вірність військовій присязі», нагороджений орденом «За мужність» III ступеня (посмертно)[1].
- Вшановується в меморіальному комплексі «Зала пам'яті», в щоденному ранковому церемоніалі 27 січня[2][3].